# Natalie Pérez
Natalie Mercedes Pérez (Buenos Aires, 4 de noviembre de 1986) es una actriz, cantante y compositora argentina. Es conocida por sus papeles en las telenovelas Frecuencia 04, Consentidos,  Graduados, Guapas, Esperanza mía, Las Estrellas y Pequeña Victoria.

## Biografía
Creció en el barrio porteño de Villa Urquiza, Buenos Aires.

## Trayectoria
Debutó como actriz en 1999 en Chiquititas. Al año siguiente formó parte de Megatrix y en 2002 de Dadivertido, ambos programas en Telefe.
En 2003 participó en la telenovela de El Trece, Dr. Amor y en la telenovela juvenil Rebelde Way. Ese mismo año, tuvo su debut en el cine con la película Ay, Juancito, de Héctor Olivera, basada en la vida del político argentino Juan Ramón Duarte; en donde interpretó a Susana Canales.
En 2004 formó parte del elenco de la telenovela juvenil de Telefe, Frecuencia 04. Con la teleserie se lanzó un CD musical, del cual Natalie participó.
En 2005 trabajó en la telenovela de Canal 9, Sálvame María, y realizó una participación especial en la comedia de El Trece, Una familia especial. Al año siguiente participó en las telenovelas Tango del último amor, una coproducción entre Argentina y Rusia, y El código Rodríguez.
En el año 2007 incursionó en el teatro con la obra Alicia, un país de maravilla, y un año más tarde actuó en Operación Caperucita, ambas dirigidas por Héctor Pressa en el Teatro La Galera. Ese mismo año fue tenida en cuenta su voz para la película animada Valentina, la película, de Eduardo Gondell.
Durante 2009 obtuvo su primer papel protagónico en la telenovela infantil de El Trece, Consentidos. Allí interpretó a Luna. La ficción tuvo su banda sonora titulada “Algo bueno va a pasar“, un disco compuesto por diez temas, de los cuales seis fueron interpretados por Natalie (tres de forma individual y tres colectivas). La telenovela se estrenó obteniendo un gran éxito en audiencias en España y América Latina (Disney Channel), Italia (Boing) e Israel (Kids TV).
En 2011 fue convocada para protagonizar el clásico teatral "El diluvio que viene" en la ciudad de Mar del Plata. Con el personaje de Clementina, bajo la dirección de Manuel González Gil, allí fue ternada como "Revelación Femenina" a los premios Estrella de Mar 2011.
En abril de 2012 estrena el programa de radio en línea (hasta el año 2014 inclusive), "Más rebeldes que nunca" por radioypunto.com junto a Nicolás Riedel, Augusto Costabile, Ariadna Asturzzi y equipo, el programa es producido por, La Estación Produce. En mayo se une al programa de Telefe, Todo es posible, como colaboradora. En se sumó al elenco fijo de la telecomedia "Graduados", también de Telefe, en donde personifica a Luna. En julio, por las vacaciones de invierno, es convocada por Sergio Lombardo para protagonizar la obra teatral "Cenicienta, un cuento musical", dirigida por Juan Martín Picarel.
En diciembre de 2013 se suma al elenco de la comedia Mi amor, mi amor, y firma su contrato con la productora Sabrina Romay para protagonizar en 2013 la obra teatral, Camila.
En 2013 se une al elenco de Los vecinos en guerra (Telefe) donde interpreta a la exnovia de Lucas (Gastón Soffritti). 
En 2014 interpreta a Cintia Miguens, Vistes, en la exitosa comedia Guapas, en Pol-ka. En el 2015 interpreta a la villana de la telecomedia Esperanza mía, protagonizada por Lali Espósito y Mariano Martínez, en dicha telecomedia Natalie participa de la banda sonora del programa.
En 2016 es protagonista junto a Fernando Dente y Ángela Torres del musical Peter pan, todos podemos volar, la cual se presentó en el Teatro Gran Rex y fue dirigida por Ariel Del Mastro.
En 2017 formó parte de Las Estrellas novela de El Trece producida por Pol-Ka en la que forma parte como una de las 5 protagonistas, compartiendo el papel con Marcela Kloosterboer, Celeste Cid, Violeta Urtizberea y Justina Bustos.
En diciembre de 2017 lanzó su primer sencillo como cantante solista, "Algo tiene", producido por Nico Cotton y Mateo Rodó. El videoclip que acompaña la canción, dirigido por Nicolás Sedano y bajo la producción de Denise Kemelmajer, fue un gran éxito en Youtube y alcanzó el millón de reproducciones en la semana de su lanzamiento.
En 2018 lanza su segundo sencillo titulado "Lluvia" y su tercera canción titulada "Lo que perdimos".
En noviembre lanza su primer álbum  "Un té de tilo, por favor" con 11 canciones, incluidas "Lluvia", "Lo que perdimos", "Algo tiene", entre otras. Luego, lanzó como sencillo la canción "Último día" que se encuentra en el disco.
El 24 de noviembre cantó en vivo en la Trastienda presentando su primer material discográfico.
En 2019 formó parte de Pequeña Victoria novela de Telefe producida por Viacom junto a Julieta Díaz, Inés Estévez y Mariana Genesio Peña.
En mayo de 2020 debuta en la plataforma de Netflix con la serie Casi feliz junto a Sebastián Wainraich. En agosto de ese año realiza un concierto por streaming, debido a los contextos de pandemia, al que bautiza "Ritual", y el 4 de noviembre como auto-regalo de cumpleaños, saca su segundo disco "Detox" con 8 temas.
El 17 de mayo de 2021 participó en la apertura del programa ShowMatch por El Trece cantando Dance Monkey en versión español.
El 9 de agosto de 2023 lanzó su tercer álbum de estudio "INTERMITENTE"; el cual incluye 11 canciones, de las cuales una es una colaboración con el artista Julián Kartun e incluye los sencillos "Consuelo", lanzado el 5 de enero; "De Fiesta", lanzado el 26 de enero; "TQT", lanzado el 4 de mayo; "Mariposa Azul", lanzado el 6 de julio y "En Un Loop", disponible junto al lanzamiento del álbum.

## Filmografía

### Televisión
| Año       | Título                        | Rol                                     | Notas                  | Canal              |
| --------- | ----------------------------- | --------------------------------------- | ---------------------- | ------------------ |
| 1999      | Chiquititas                   | Victoria Bustamante                     | Antagonista            | Telefe             |
| 2003      | Rebelde Way                   | Verónica Pacheco                        | Participación especial | América TV         |
| 2004      | Frecuencia 04                 | Nataly                                  | Protagonista           | Telefe             |
| 2005      | Una familia especial          | Viviana “Vivi”                          | Participación especial | Canal 13           |
| 2005      | Sálvame María                 | Natalia                                 | Papel de reparto       | Canal 9            |
| 2006      | El código Rodríguez           | Sofía Rodríguez / "Diega"               | Papel de reparto       | Telefe             |
| 2006      | Tango del último amor         | Carolina                                | Papel de reparto       | Telefe / Rossiya 1 |
| 2009-2010 | Consentidos                   | Luna Guzmán García Mujíca / Luna Moreno | Protagonista           | Canal 13           |
| 2012      | Graduados                     | Luna Ponte Vedra                        | Participación especial | Telefe             |
| 2012-2013 | Mi amor, mi amor              | Noel Valtierra Fernández                | Papel de reparto       | Telefe             |
| 2013-2014 | Los vecinos en guerra         | Valeria "Vale" Acosta                   | Papel de reparto       | Telefe             |
| 2014-2015 | Guapas                        | Cinthia Miguens                         | Antagonista            | Canal 13           |
| 2015-2016 | Esperanza mía                 | Eva Monti                               | Antagonista            | Canal 13           |
| 2017-2018 | Las Estrellas                 | Carla Estrella                          | Protagonista           | Canal 13           |
| 2018      | El host                       | Milagros González                       | Protagonista           | Fox Channel        |
| 2019      | Pequeña Victoria              | Bárbara Salvatierra                     | Protagonista           | Telefe             |
| 2020-2022 | Casi feliz                    | Pilar Araújo                            | Protagonista           | Netflix            |
| 2021      | Pequeñas Victorias            | Bárbara Salvatierra                     | Protagonista           | Amazon Prime Video |
| 2021      | Victoria, Psicóloga Vengadora | Clara G.                                | Episodio 6: "Clara. G" | Amazon Prime Video |
| 2021      | Días de gallos                | DJ                                      | Participación especial | HBO Max            |

| Año  | Título                         | Rol                                               | Canal    |
| ---- | ------------------------------ | ------------------------------------------------- | -------- |
| 2001 | Megatrix                       | Cronista                                          | Telefe   |
| 2012 | Todo es posible                | Coconductora                                      | Telefe   |
| 2017 | Bailando 2017                  | Acompañante en salsa de tres, con Lourdes Sánchez | Canal 13 |
| 2020 | MasterChef Celebrity Argentina | Reemplazo temporal de El polaco                   | Telefe   |
| 2021 | Showmatch La Academia          | Cantante en apertura                              | Eltrece  |
| 2023 | ¿Quién es la máscara? Uruguay  | Participante; 9.ª desenmascarada                  | Teledoce |

### Cine
| Año  | Título                 | Rol                | Notas            | Dirección           |
| ---- | ---------------------- | ------------------ | ---------------- | ------------------- |
| 2004 | Ay, Juancito           | Susana Canales     | Papel de reparto | Héctor Olivera      |
| 2008 | Valentina, la película | Andy               | Doblaje          | Eduardo Gondell     |
| 2019 | Amor de película       | Vera Marino Mujíca | Protagonista     | Sebastián Mega Díaz |
| 2025 | Mazel Tov              | Daniela Roitman    | Coprotagonista   | Adrián Suar         |

### Teatro
| Año  | Título                           | Rol        | Dirección        |
| ---- | -------------------------------- | ---------- | ---------------- |
| 2012 | El Diluvio que Viene             | Clementina |                  |
| 2013 | Camila, nuestra historia de amor | Camila     |                  |
| 2014 | Swingers, canciones con swing    | Natalie    |                  |
| 2014 | La misma sangre                  | Paloma     | Leo Azamor       |
| 2015 | Esperanza mía, el musical        | Eva        | Marcos Carnevale |
| 2016 | Peter Pan                        | Wendy      |                  |
| 2017 | Doctor Jekyll & Mr Hyde          | Lucy       |                  |
| 2022 | El divorcio                      | Mercedes   | Nelson Valente   |

### Videoclips
| Videoclips | Videoclips                               | Videoclips   | Videoclips                  |
| Año        | Título                                   | Rol          | Dirección                   |
| ---------- | ---------------------------------------- | ------------ | --------------------------- |
| 2017       | Algo tiene                               | Ella misma   | Nicolás Sedano              |
| 2018       | Lluvia                                   | Ella misma   | Michael Abt                 |
| 2018       | Un poquito                               | Ella misma   | Carlos Vives y Diego Torres |
| 2018       | Lo que perdimos                          | Ella misma   | Nicolás Sedano              |
| 2018       | Sobreviviré ft. Gloria Gaynor            | Ella misma   |                             |
| 2018       | Último día                               | Ella misma   |                             |
| 2018       | Escorpión                                | Ella misma   |                             |
| 2018       | Rayo de Sol                              | Ella misma   |                             |
| 2018       | Pegaditos                                | Ella misma   |                             |
| 2020       | Detox                                    | Ella misma   | Mateo Caride                |
| 2021       | Tus besos ft. Guaynaa                    | Ellos mismos |                             |
| 2022       | Lagrimas y flores ft. Soledad Pastorutti | Ellas mismas |                             |
| 2022       | Escucha Tu Cora                          | Ella misma   | Michie                      |
| 2023       | Consuelo                                 | Ella misma   | Lucas Fossati & Ana Frenkel |
| 2023       | De Fiesta                                | Ella misma   | Lucas Fossati               |
| 2023       | TQT                                      | Ella misma   | Emilia Herbst               |
| 2023       | Mariposa Azul                            | Ella misma   |                             |
| 2023       | En Un Loop                               | Ella misma   | Emilia Herbst               |

### Publicidades
| Año  | Marca     | Producto | País                 |
| ---- | --------- | -------- | -------------------- |
| 2018 | Teatrical | Crema    | Bandera de Argentina |
| 2019 | Falabella | Compras  | Bandera de Argentina |
| 2022 | Imperial  | Cerveza  | Bandera de Argentina |

## Discografía
Álbumes de estudio
- Un té de tilo por favor (2018)
- Detox (2020)
- INTERMITENTE (2023)

## Premios y nominaciones
| Año  | Premiación                                | Categoría                                   | Trabajo                 | Resultado |
| ---- | ----------------------------------------- | ------------------------------------------- | ----------------------- | --------- |
| 2011 | Premios Estrella de Mar                   | Revelación femenina                         | El diluvio que viene    | Nominada  |
| 2012 | Premios Hugo al Teatro Musical            | Revelación femenina                         | El diluvio que viene    | Ganadora  |
| 2013 | Nickelodeon Kids' Choice Awards Argentina | Revelación femenina                         | Graduados               | Nominada  |
| 2014 | Premios Hugo al Teatro Musical            | Mejor intérprete femenina                   | Swingers El Musical     | Ganadora  |
| 2015 | Nickelodeon Kids' Choice Awards Argentina | Diosa                                       | Esperanza mía           | Ganadora  |
| 2015 | Nickelodeon Kids' Choice Awards Argentina | Chica Trendy                                | Ella misma              | Ganadora  |
| 2017 | Premios Tato                              | Actriz Protagónica de Ficción Diaria        | Las Estrellas           | Nominada  |
| 2017 | Premios Notirey                           | Protagonista Femenina de Ficción Diaria     | Las Estrellas           | Nominada  |
| 2018 | Premios Martín Fierro                     | Mejor Actriz Protagonista de Ficción Diaria | Las Estrellas           | Nominada  |
| 2019 | Premios Gardel                            | Mejor álbum artista pop femenino            | Un té de tilo por favor | Nominada  |
| 2022 | Premios Martín Fierro                     | Mejor Actriz Protagónica en Ficción         | Pequeñas Victorias      | Nominada  |